# Diplotomodon
Genre
Espèce
Diplotomodon (signifiant « dent à double tranchant ») est un genre hypothétique de dinosaures théropodes du Crétacé supérieur retrouvé en Amérique du Nord, au New Jersey.
L'espèce type, Diplotomodon horrificus, a été décrite par Joseph Leidy en 1868. Elle est basée sur l'holotype ANSP 9680, constitué d'une dent trouvée près de Mullica Hill (en), dans la formation géologique de Navesink ou de Hornerstown.
Classé de différentes manières depuis qu'il a été nommé, Diplotomodon est considéré de nos jours comme nomen dubium.

## Histoire
En 1865, Joseph Leidy décrit la dent sous le nom de Tomodon horrificus, considérant qu'elle appartient à un reptile marin carnivore, probablement un plésiosaure. Le nom générique est tiré des mots grecs τομός (tomos, « couper », « tranchant ») et ὀδών (odon, « dent »). Cependant, le nom est déjà utilisé pour le genre de serpent Tomodon (Duméril, 1853) et Leidy le change pour Diplotomodon en 1868, ajoutant le mot grec διπλόος (diploos, « double »). Le nom spécifique, horrificus, signifie « terrible, monstrueux » en latin.
D'une longueur de 3 pouces (7,62 cm), la dent est très large, plate, symétrique et non-courbée.
En 1870, Edward Drinker Cope conclu que le spécimen n'est pas un poisson mais plutôt un dinosaure carnivore. Bien que généralement considéré par la suite comme étant un dinosaure, Diplotomodon a été classé comme un membre des Mosasauridae par Halsey Wilkinson Miller en 1955.
En 1990, Ralph Molnar (en) suggère que le genre est un synonyme du Dryptosaurus.
En 2006, David Weishampel pense que le genre est un membre des Tetanurae.